# Iracema (Ceará)
Iracema è un comune del Brasile nello Stato del Ceará, parte della mesoregione di Jaguaribe e della microregione di Serra do Pereiro.